# Zbór Kościoła Adwentystów Dnia Siódmego w Kędzierzynie-Koźlu
Zbór Kościoła Adwentystów Dnia Siódmego w Kędzierzynie-Koźlu – zbór adwentystyczny w Kędzierzynie-Koźlu, należący do okręgu zachodniego diecezji południowej Kościoła Adwentystów Dnia Siódmego w RP.
Pastorem zboru jest Artur Dżaman. Nabożeństwa odbywają się w kościele przy ul. Grunwaldzkiej 29 każdej soboty o godz. 9.30.